# Bal-Sagoth
Bal-Sagoth er et symfonisk black metal-band, som blev dannet i 1993 i Yorkshire, England.
Oprindeligt blev gruppen dannet som et black metal-band, og vokalist/sangskriver Byron Roberts fik navnet "Bal-Sagoth" fra Robert E. Howards historie The Gods of Bal-Sagoth. Deres første demo blev udgivet i 1993 og til dato har bandet udgivet 3 albums gennem Cacophonous Records og tre gennem Nuclear Blast.

## Medlemmer

### Nuværende medlemmer
- Byron Roberts – Vokal
- Jonny Maudling – Keyboard
- Alistair MacLatchy – Bas
- Chris Maudling – Guitar
- Paul "Wak" Jackson – Trommer

### Tidligere medlemmer
- Mark Greenwell – Bas
- Vincent Crabtree – Keyboard
- Dave Mackintosh – Trommer
- Dan Mullins – Trommer

### Live medlemmer
- Jason Porter (1989-1996)
- Leon Forrest (1996-1998)

## Diskografi

### Studiealbum
- 1995: A Black Moon Broods Over Lemuria
- 1996: Starfire Burning Upon the Ice-Veiled Throne of Ultima Thule
- 1998: Battle Magic
- 1999: The Power Cosmic
- 2001: Atlantis Ascendant
- 2006: The Chthonic Chronicles

### Demoer
- 1993: Demo 1993

## Fodnoter
1. ↑  Bal-Sagoth på Encyclopaedia Metallum